# Oliver Dawson
Oliver Dawson (4 de enero de 2008) es un deportista canadiense que compite en natación, especialista en el estilo braza. Ganó una medalla de bronce en el Campeonato Mundial de Natación de 2025, en la prueba de 4 × 100 m estilos mixto.

## Palmarés internacional
| Campeonato Mundial | Campeonato Mundial  | Campeonato Mundial | Campeonato Mundial      |
| Año                | Lugar               | Medalla            | Prueba                  |
| ------------------ | ------------------- | ------------------ | ----------------------- |
| 2025               | Singapur (Singapur) | Medalla de bronce  | 4 × 100 m estilos mixto |